# Порецкий, Александр Николаевич
Александр Николаевич Порецкий (13 апреля 1855 — 23 марта 1915) — генерал от инфантерии Российской императорской армии (1915). Участник Первой мировой войны. В 1913—1915 годах командир 26-й пехотной дивизии.

## Биография
Александр Николаевич Порецкий родился 13 апреля 1855 года, по вероисповеданию был православным. 1 мая 1873 году поступил на службу в Русскую императорскую армию. Образование получил в Морском училище, из которого был выпущен в 3-й флотский экипаж.
30 августа 1877 года получил старшинство в чине мичмана, а 1 января 1882 года — старшинство в чине лейтенанта. Затем был переведён в лейб-гвардии Преображенский полк с переименованием в поручики гвардии со старшинством с 1 января 1882 года. На протяжении девяти лет и двух месяцев занимал должность командира роты, затем на протяжении 11 месяцев был командиром батальона. 30 августа 1882 года получил старшинство в чине штабс-капитана, 9 апреля 1889 года — в чине капитана, и 6 декабря 1894 года в чине полковника. с 13 марта 1900 года по 7 августа 1904 года был командиром Сводного гвардейского батальона.
В 1904 году был произведён в генерал-майоры, со старшинством «за отличие» с 16 июля того же года и зачислен в Свиту Его Императорского Величества. 16 июля 1904 года был назначен командиром лейб-гвардии Измайловского полка, находился в должности до 11 февраля 1908 года, а затем был до 24 сентября 1913 года командиром 1-й бригады 2-й гвардейской пехотной дивизии.
В 1913 года был произведён в генерал-лейтенанты, со старшинством «за отличие» с 24 сентября того же года. В тот же день, когда Порецкий получил старшинство в чине генерал-лейтенанта, он был назначен начальником 26-й пехотной дивизии. Занимал должность до 16 января 1915 года. Вместе с дивизией принимал участие в походе в Восточную Пруссию. Однако 18 сентября 1914 года был отправлен в госпиталь из-за болезни. Высочайшим приказом от 16 января 1915 года был отчислен от должности и назначен в резерв чинов при Двинском военном округе. Через два месяца, другим Высочайшим приказом от 23 марта 1915 года был произведён в чин генерала от инфантерии, с увольнением, за болезнью, от службы, с мундиром и пенсией. Александр Порецкий скончался через два дня после произведения в чин генерала от инфантерии, 25 марта 1915 года из-за болезни. Был похоронен в Троицко-Измайловском соборе.
По состоянию на 1 августа 1908 года Порецкий состоял в браке и имел четырёх детей.
- Жена — Елизавета Владимировна Порецкая (урожд.Вешнякова; 1864—1952, Франция), дочь сенатора, члена Государственного Совета Владимира Ивановича Вешнякова.
  - Сыновья: Владимир (род. в 1888), Николай (1900—1946, Франция).

## Награды
Александр Николаевич Порецкий был пожалован следующими наградами:
Российские
- Орден Святого Владимира 3-й степени (1907);
- Орден Святого Владимира 4-й степени (1907);
- Орден Святой Анны 2-й степени (1901);
- Орден Святой Анны 3-й степени (1891);
- Орден Святого Станислава 1-й степени (1910);
- Орден Святого Станислава 2-й степени (1895);
- Орден Святого Станислава 3-й степени (1887.)

Иностранные
- Офицер ордена Вендской короны (Мекленбург-Шверин, 1882);
- Орден Красного орла 3-й степени (Пруссия, 1890);
- Кавалер ордена Данеброга (Дания, 1895);
- Офицер ордена Почётного легиона (Франция, 1903);
- Орден Святых Маврикия и Лазаря (Италия, 1903);
- Орден «За военные заслуги» (Болгария, 1904).